# كأس رابطة الأندية الإنجليزية المحترفة 2021–22
كأس رابطة الأندية الإنجليزية المحترفة 2021–22 (بالإنجليزية: 2021–22 EFL Cup)‏ هو الموسم رقم 62 من كأس رابطة الأندية الإنجليزية المحترفة. والمعروفة أيضًا باسم كأس كاراباو (بالإنجليزية: Carabao Cup)‏ لأسباب تتعلق بالرعاية. المسابقة مفتوحة أمام جميع الأندية المشاركة في الدوري الإنجليزي الممتاز و‌دوري كرة القدم الإنجليزية.
يتأهل الفائز في المسابقة إلى الدور الفاصل من دوري المؤتمر الأوروبي 2022–23.
بدأت المسابقة في 31 يوليو 2021، ومن المقرر أن تُقام المباراة النهائية على ملعب ويمبلي في 27 فبراير 2022.

## النهائي
فاز فريق ليفربول على فريق تشيلسي عن طريق ركلات الجزاء بعد التعادل السلبي طوال المباراة وفي الأشواط الإضافية أيضًا، وبذلك يكون ليفربول أكثر فريق تحقيقًا للبطولة برصيد 9 ألقاب، ويتوقف عدد ألقاب تشيلسي عند 5 ألقاب.

## قائمة الهدافين
| # | اللاعب                 | النادي            | الأهداف |
| - | ---------------------- | ----------------- | ------- |
| 1 | ماركوس فورس            | برينتفورد         | 5       |
| 1 | إيدي نيكيتاه           | أرسنال            | 5       |
| 3 | كاميرون ارتشر          | أستون فيلا        | 4       |
| 3 | تاكومي مينامينو        | ليفربول           | 4       |
| 3 | ايدين اوبرين           | سندرلاند          | 4       |
| 3 | إميل ريس ياكوبسن       | بريستون نورث إيند | 4       |
| 3 | جاي رودريغيز           | بيرنلي            | 4       |
| 8 | بيير إيميريك أوباميانغ | أرسنال            | 3       |
| 8 | محمد اليونسي           | ساوثهامبتون       | 3       |
| 8 | ديوغو جوتا             | ليفربول           | 3       |
| 8 | مورغان ويتاكر          | سوانزي سيتي       | 3       |
| 8 | يوان ويسا              | برينتفورد         | 3       |